# Заяцкая
Зая́цкая — деревня в составе Винницкого сельского поселения Подпорожского района Ленинградской области.

## История

### Древнейшие поселения
Близ деревни обнаружены следы стоянок первобытного человека датируемых 4—7 тыс. лет до нашей эры. При раскопках найдены относящиеся к мезолиту древние кремнёвые орудия труда: скребки, рубящие орудия. К позднему неолиту относятся найденные осколки керамики.

### До революции 1917 года
ЗАЕЦКАЯ — деревня при Шакшозере, число дворов — 3, число жителей: 12 м. п., 13 ж. п.  (1873 год)

Список населённых мест Олонецкой губернии, так описывает деревню:

ЗАЯЦКАЯ — деревня Гонгинского общества при озере Оренжанском, население крестьянское: домов — 9, семей — 6, мужчин — 20, женщин — 19; лошадей — 6, коров — 8, прочего — 18. (1905 год)

В конце XIX — начале XX века деревня административно относилась к Юксовской волости 2-го стана Лодейнопольского уезда Олонецкой губернии.

### Советское время
С образованием в 1927 году Винницкого национального вепсского района Ленинградской области деревня вошла в состав Гонгинского сельского совета в числе деревень Великий Двор, Игнатовское, Сергеевская, Ермолинская, Константиновская, Спиридоновская, Савинская, Крестнозеро, Прокопьевская, Тумазы.

Деревня Заяцкая на карте 1932 года

Согласно карте Ленинградской области Северо-западного аэрогеодезического треста ГГУ издания 1932 года деревня называлась Карповская и насчитывала 15 крестьянских дворов.
По административным данным 1933 года деревня Заяцкая входила в состав Гонгинского сельсовета Винницкого национального вепсского района в числе деревень: Аникеевская, 1-я Антоновская, 2-я Антоновская, Великий Двор, Гавриловская, Ивановская, 1-я Кондратовская, 2-я Кондратовская, Константиновская, Крестнозеро, Мокрушинская, Никифоровская, Новораспищенская на Бору, Новая-Оживка, Прокопьевская, Савинская, Сергеевская, Спиридоновская, Сяргозеро, Трофимовская, общей численностью населения 1633 человека.

Деревня Заяцкая на карте РККА 1940 года

### Великая Отечественная война
В 1941—1944 году во время Великой Отечественной войны на территории деревни велись боевые действия между советскими и финскими войсками. В сентябре под давлением финской армии на территорию прилегающую к деревне со стороны Подпорожья отступили войска 314-й стрелковой дивизии 7 Отдельной Армии Красной Армии. 24 сентября 1941 года она была сменена 21-й стрелковой дивизией под командованием полковника П. В. Гнедина, которая заняла участок Великий Двор — Бардовская — Свирьстрой-2. 13 октября 1941 года на помощь 21-й стрелковой дивизии прибыла из Иркутской Области 114-я стрелковая дивизия. На территории окрестностей деревни сражался 102 истребительный батальон партизан и отдельные танки КВ 46-й танковой бригады. Против них сражались 17-я пехотная дивизия 6-го армейского корпуса и 5-я пехотная дивизия финской армии. Летом 1942 года 21-я стрелковая дивизия была отправлена на Южный фронт, её место заняла расширив фронт обороны 272-я стрелковая дивизия.
Территория в окрестностях деревни полностью была освобождена 21 июня 1944 года в результате действий 99-го стрелкового корпуса, сменившего 272-ю и 114-ю стрелковые дивизии.

### Послевоенное время
По данным 1966, 1973 и 1990 годов деревня Заяцкая входила в состав Винницкого сельсовета Подпорожского района.
В 1992 году совхоз «Винницкий» был преобразован в АОЗТ, затем в ЗАО «Винницкое».
В 1997 году в деревне Заяцкая Винницкой волости проживали 14 человек, в 2002 году — 18 человек (русские — 89 %).
В 2007 году в деревне Заяцкая Винницкого СП — 11.

## География
Деревня расположена в восточной части района на автодороге 41К-016 (Станция Оять — Плотично).
Расстояние до административного центра поселения — 21 км.
Расстояние до ближайшей железнодорожной станции Подпорожье — 74 км.
Деревня находится на западном берегу Оренженского озера у истока реки Вытмуса.

## Демография
| 2007 | 2010 | 2017 |
| ---- | ---- | ---- |
| 11   | ↗14  | →14  |

### Национальный состав
Согласно данным Всероссийской переписи населения 2021 года в деревне проживали 16 человек, из них:
 русские — 14, татары — 2.

## Экономика
К территории деревни прилегают земли совхоза ЗАО «Винницкое». В окрестных лесах проводится вырубка древесины. В деревне расположена база отдыха.

## Транспорт
В деревню ходит маршрутный автобус из муниципального центра Винницы. Деревня находится на дороге Подпорожье — Винницы.

## Дополнительно
На территории деревни находится вышка сотовой связи компании МТС.

## Улицы
Владимирская, Рождественская, Смоленская.